# Vinzenzmurr
Die Vinzenz Murr Vertriebs GmbH (Eigenschreibweise: vinzenzmurr) ist ein Fleischwarenunternehmen mit Sitz in München. Das Unternehmen betreibt eine Fleischwarenfabrik sowie einen Großhandel für Fleisch- und Wurstwaren in München und verfügt darüber hinaus über mehr als 200 Metzgereifilialen in Südbayern. Die Vinzenz Murr Vertriebs GmbH ist ein Tochterunternehmen des Konzerns BVG Verwaltung GmbH & Co. KG, der außerdem in der Wohnungswirtschaft tätig ist.

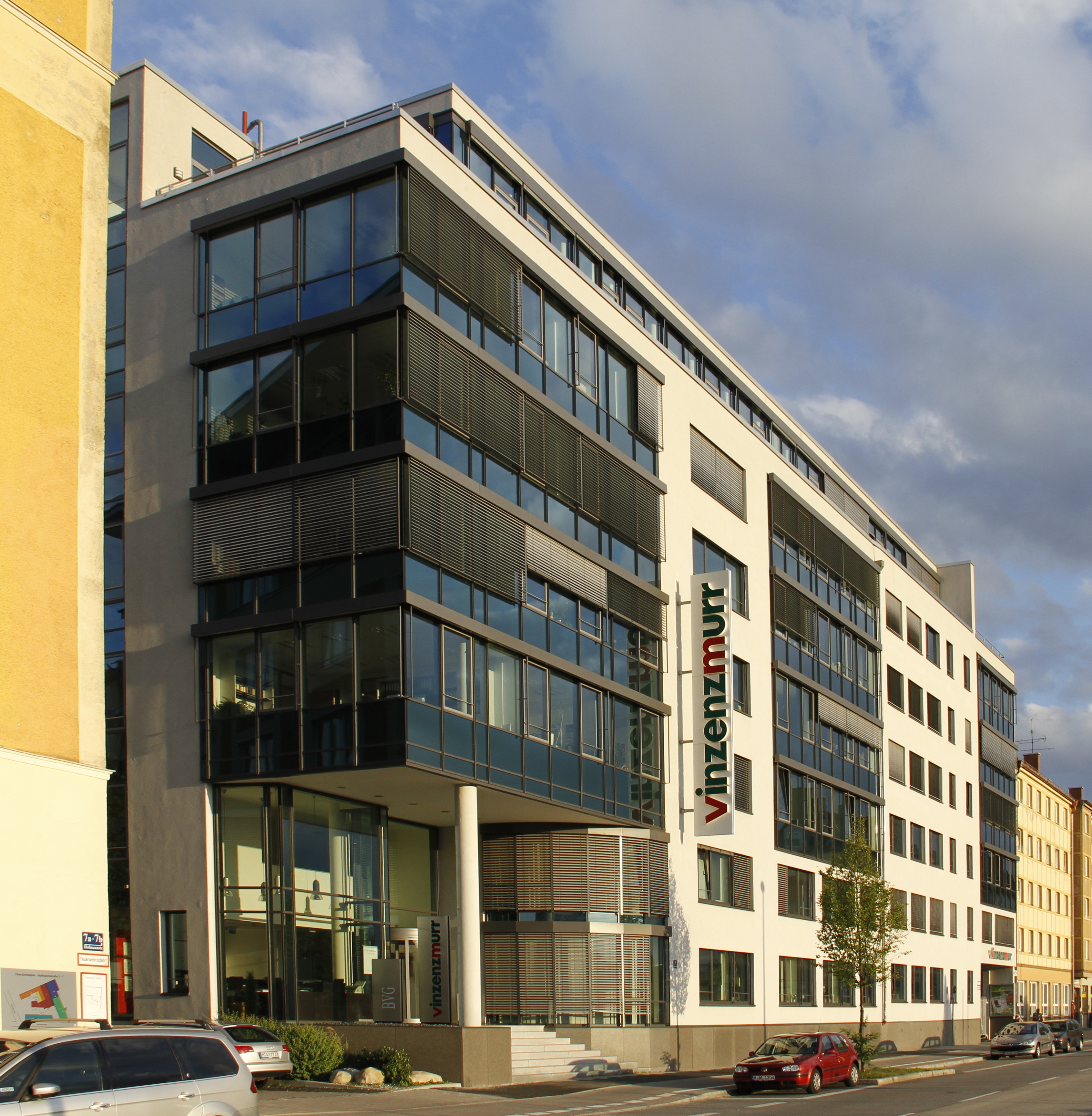
Die Zentrale in München-Obersendling

## Unternehmensgeschichte
Im Jahre 1902 eröffnete Vinzenz Murr (* 1873; † 1949) eine Metzgerei in der Schellingstraße in München-Maxvorstadt. Kurz danach wurden weitere Filialen eröffnet. Angeboten wurden u. a. „Saures Lüngerl“ in der Dose und Altmünchner Leberkäse.
Nach dem Tod des Firmengründers Vinzenz Murr 1949 übernahmen dessen Tochter Rosa und ihr Ehemann Karl Deuringer die Geschäftsführung. Mit Evi Deuringer trat nach dem Tod von Rosa Deuringer 1963 die dritte Generation in das Unternehmen ein.
Im Mai 1970 zog das Unternehmen in die Hofmannstraße um, wo sich auch heute noch der Firmensitz befindet. Von dort aus erfolgte die Aufnahme des überregionalen Großhandelvertriebes. Kontinuierlich wurden weitere Filialen eröffnet, im Jahr 2011 waren es 270.
Mit Markus und Alexander Brandl, den Söhnen von Evi Brandl, ist auch die vierte Generation in die Geschäftsführung des Unternehmens eingestiegen.

## Produktion
Die Fleischwarenherstellung erfolgt zentral in einer Fleischwarenfabrik in der Hofmannstraße in München. Die Fleischwaren werden teilweise noch nach Rezepten des Unternehmensgründers Vinzenz Murr hergestellt.
Das Unternehmen ist Gründungsmitglied in den Schutzgemeinschaften „Münchner Weißwurst“ und „Bayrischer Leberkäs“, die sich jeweils für einen herkunftsbezogenen Schutz des Begriffs einsetzen. Der Antrag auf Schutz der Bezeichnung „Münchner Weißwurst“ beim Deutschen Patent- und Markenamt wurde in letzter Instanz vom Deutschen Patentgericht abgelehnt.

## Zahlen und Fakten

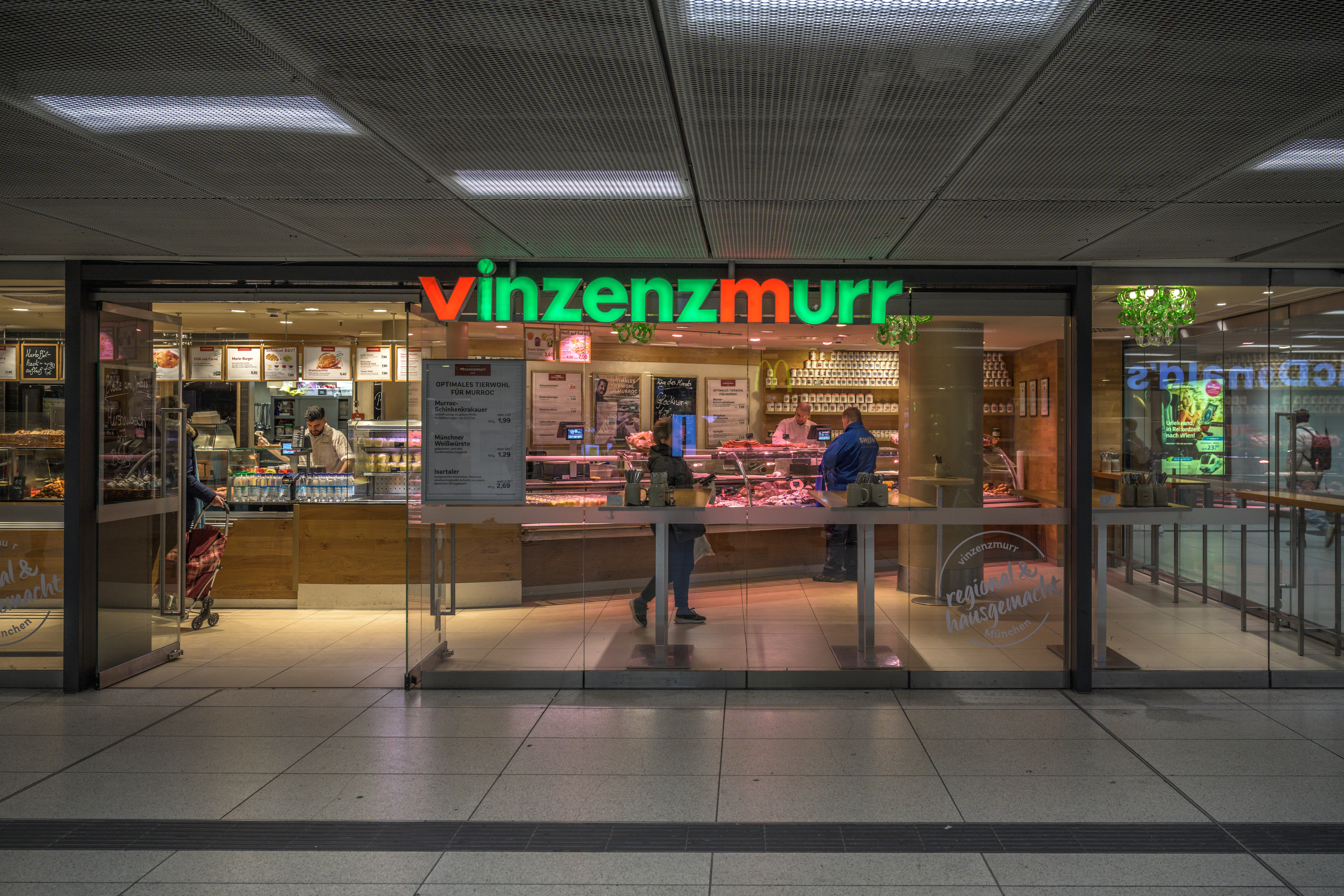
Filiale von Vinzenz Murr im Münchner Hauptbahnhof

Heute ist Vinzenz Murr mit über 200 Filialen in Südbayern vertreten. Die Zulassungsnummer des Betriebes lautet BY 10795 (bis 2015 D-EV 891 und BY-EZ 891).
Das Unternehmen belegte im Jahr 2023 Rang 45 der Liste der größten Unternehmen der Fleischwirtschaft in Deutschland. Inhaberin Evi Brandl zählt mit geschätzten 500 Millionen Euro Vermögen (2024) zu den reichsten Münchnern. Ihr gehört auch die deutsche Luxusmarke Etienne Aigner.

## Hygienemängel
Am 30. März 2011 stellte das für Lebensmittelüberwachung zuständige Münchener Kreisverwaltungsreferat in der Firmenzentrale sowie in 22 Filialen von Vinzenz Murr gravierende Hygienemängel fest. Die Kontrolleure stießen auf gekühlte und tiefgekühlte Vorräte von Fleisch, das nicht mehr zum Verzehr geeignet war, weil es Verfärbungen sowie Geruchs- und Geschmacksabweichungen aufwies. Darüber hinaus wurden in mehreren Fällen schmutzige Räume und Einrichtungen beanstandet. Nach Auskunft der Behörde gelangten jedoch keine zum Verzehr ungeeigneten Lebensmittel in den Verkehr und es bestand keine Gesundheitsgefahr durch Lebensmittel.
Im Anhörungsverfahren bestritten die Beschuldigten die Vorwürfe weitgehend. Über ein Jahr nach den Kontrollen verhängte das Kreisverwaltungsreferat 29 Bußgelder in Höhen zwischen 100 und 4800 Euro gegen Filial- und Betriebsleiter. Nach Berichterstattung der Süddeutschen Zeitung im September 2012 beantragte Vinzenz Murr beim Verwaltungsgericht München, der Behörde weitere Auskünfte gegenüber der Presse zu untersagen. Die Stadt widersprach dem Antrag und obsiegte im Eilverfahren. Danach akzeptierte die Geschäftsführung die Bußgelder und gab ihr Bedauern über die entdeckten Mängel und Verstöße bekannt sowie versicherte, bereits Gegenmaßnahmen getroffen zu haben.

## Auszeichnungen
- Preisträger der Qualitätsprüfung „Metzger Cup 2023/2024“ des Metzgerhandwerks Bayern[23]
- Preisträger des Staatsehrenpreises für das bayerische Metzgerhandwerk 2023[24]